# Kamenná Lhota (Borotín)
Kamenná Lhota (německy Stein Lhota) je vesnice, část městyse Borotín v okrese Tábor v Jihočeském kraji. Nachází se asi dva kilometry západně od Borotína. Je zde evidováno 54 adres. V roce 2011 zde trvale žilo dvacet obyvatel.
Kamenná Lhota leží v katastrálním území Kamenná Lhota u Borotína o rozloze 1,63 km².

## Historie
První písemná zmínka o vesnici pochází z roku 1386.

## Obyvatelstvo
| Rok            | 1869 | 1880 | 1890 | 1900 | 1910 | 1921 | 1930 | 1950 | 1961 | 1970 | 1980 | 1991 | 2001 | 2011 | 2021 |
| -------------- | ---- | ---- | ---- | ---- | ---- | ---- | ---- | ---- | ---- | ---- | ---- | ---- | ---- | ---- | ---- |
| Počet obyvatel | 275  | 239  | 187  | 176  | 146  | 146  | 113  | 87   | 83   | 61   | 36   | 21   | 20   | 20   | 16   |
| Počet domů     | 30   | 30   | 30   | 30   | 27   | 27   | 27   | 26   | 26   | 17   | 14   | 27   | 28   | 29   | 28   |

## Pamětihodnosti
- Zámek Kamenná Lhota

## Další fotografie

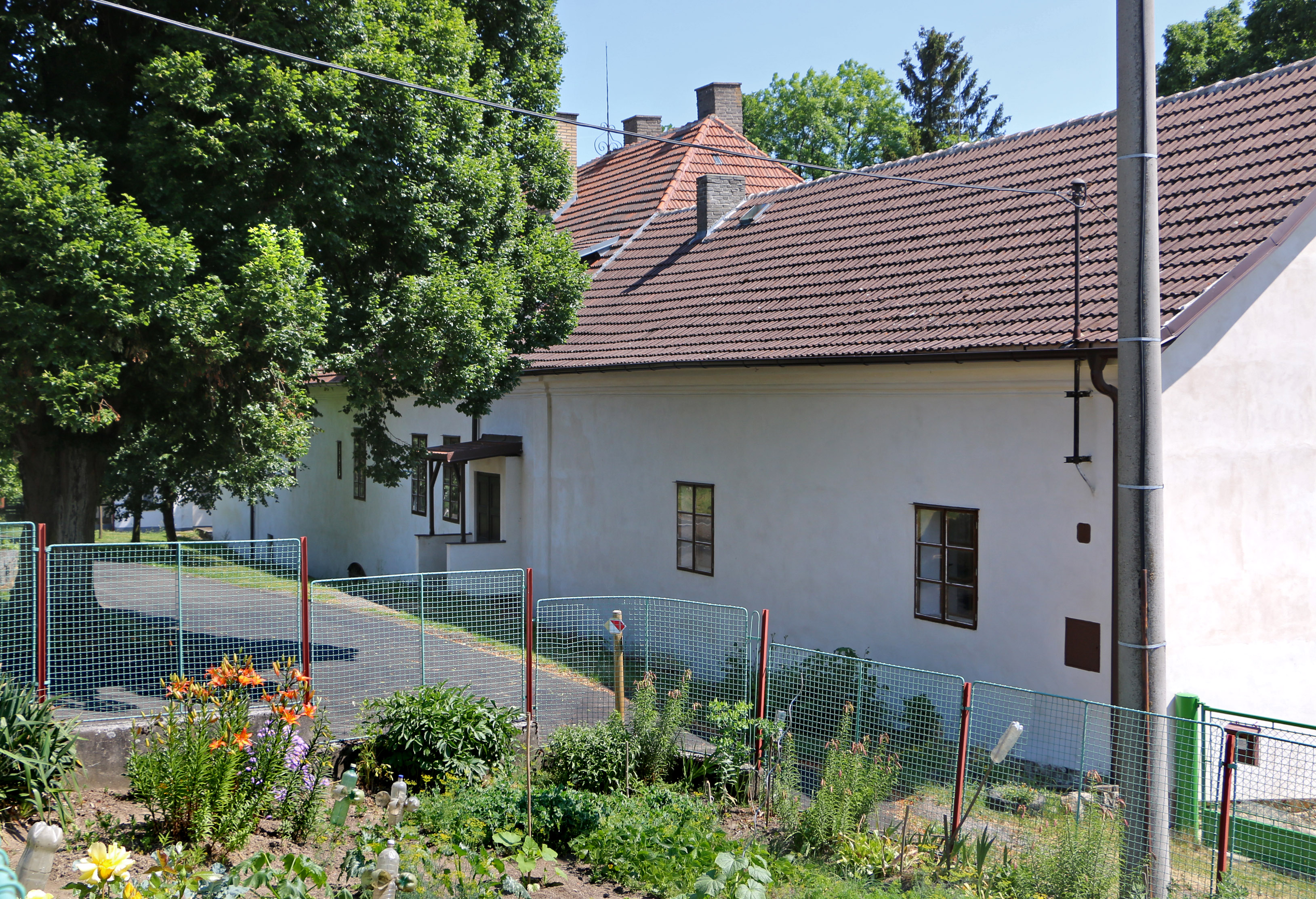
Zámek
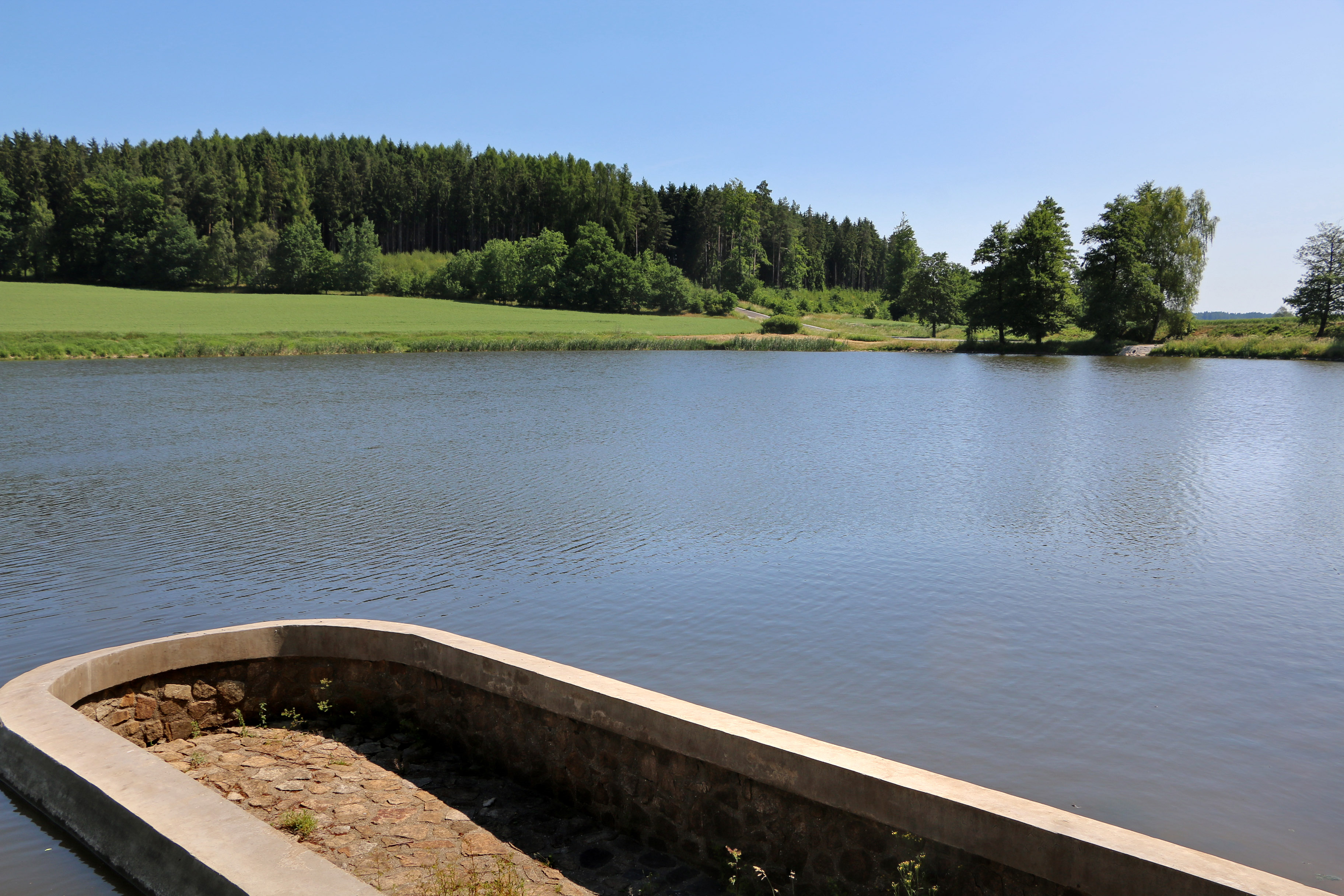
Rybník Přibík
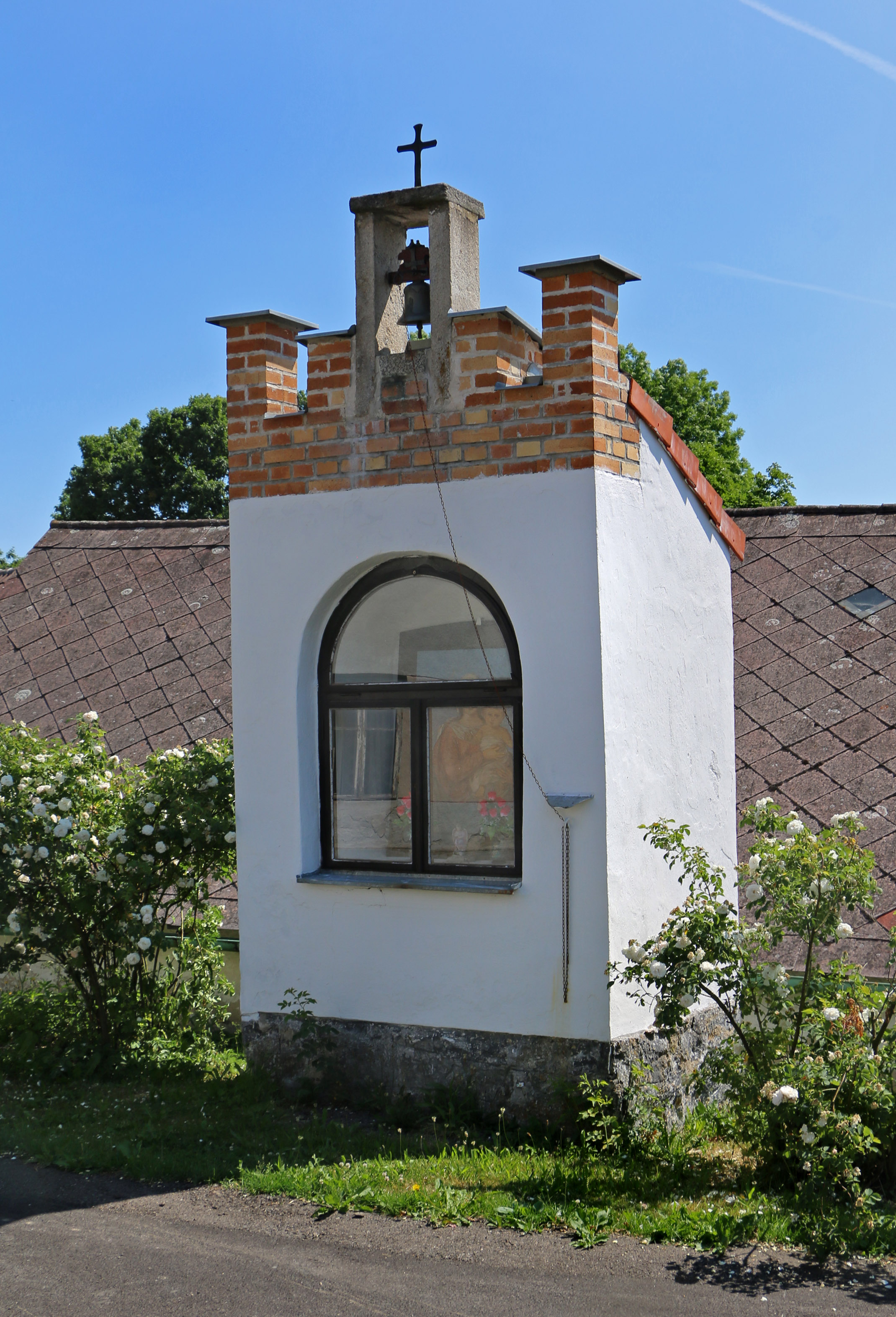
Kaplička na návsi
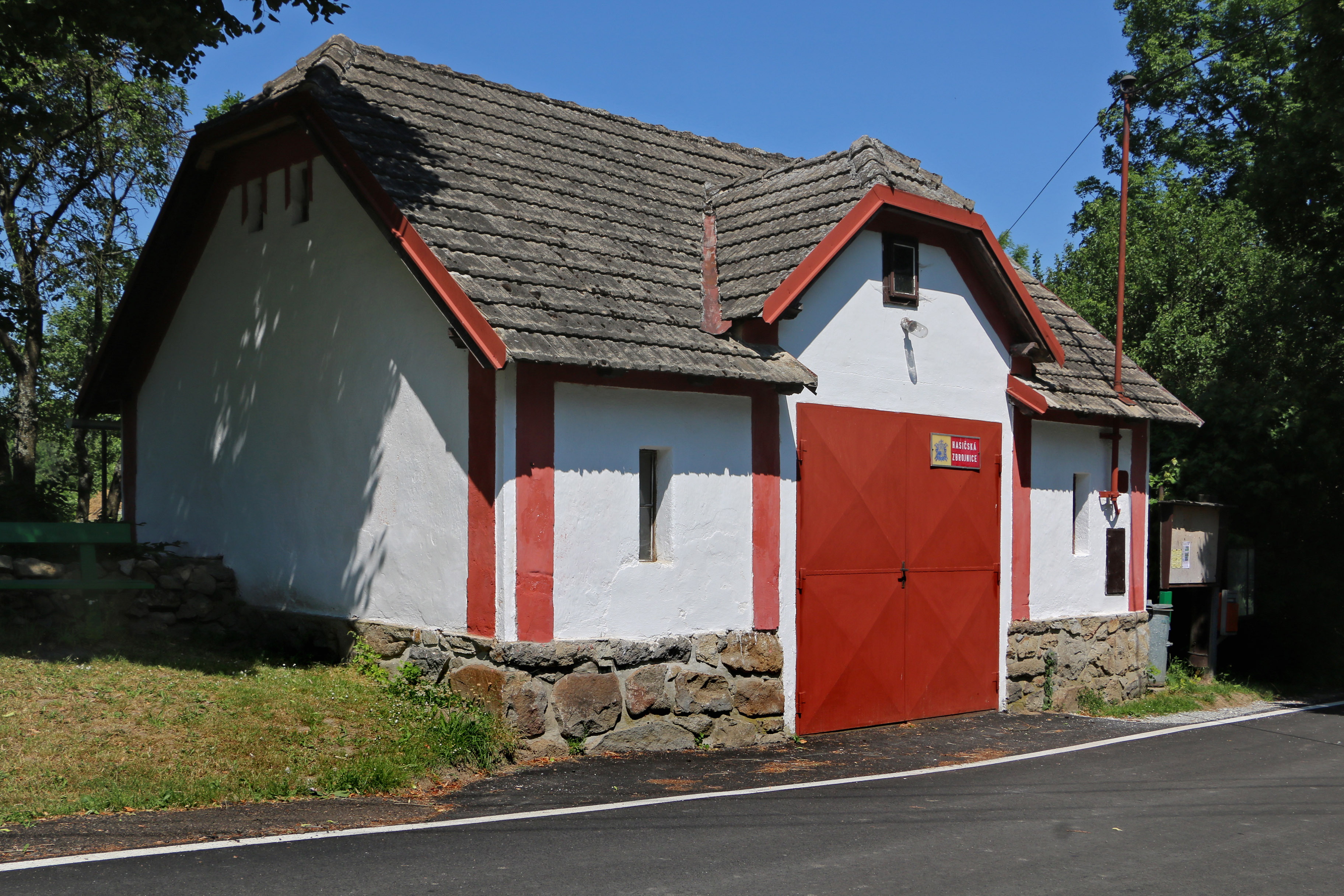
Opravená hasičárna